# Helerius

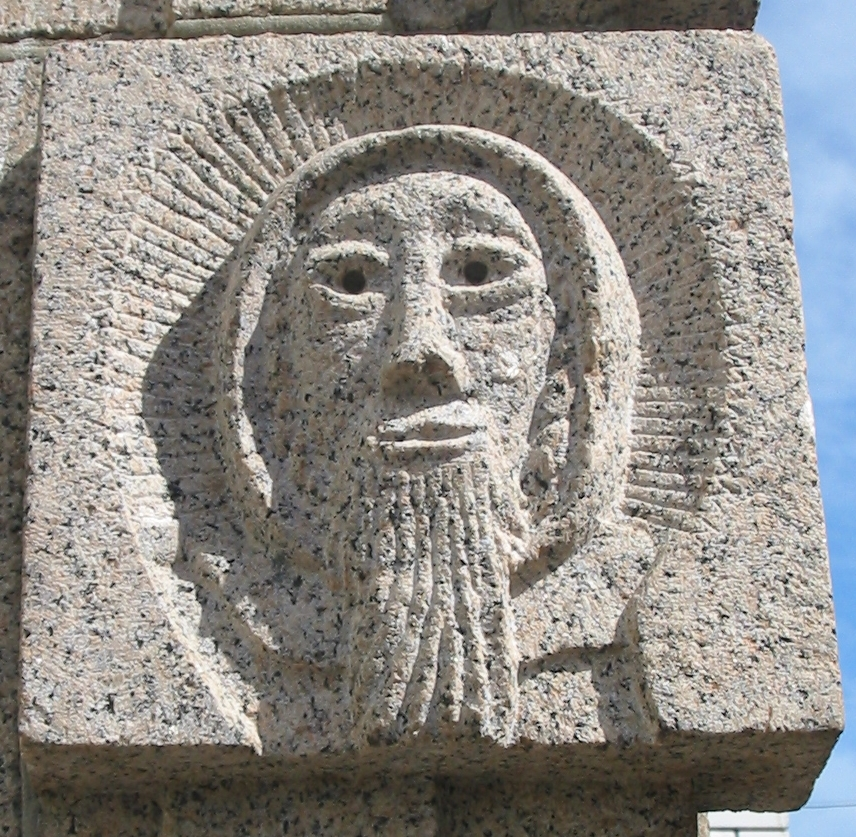
Beeltenis van Helerius

De heilige Helerius of Hélier (Tongeren - Jersey, 6e eeuw) was afkomstig van Tongeren en leefde als kluizenaar op Jersey. Daar werd hij gedood door de heidenen, die hij wilde bekeren. Hij werd onthoofd en is een van de cefalofore heiligen.
De plaats Saint Helier op Jersey, waar hij vlak bij verbleef, is naar hem vernoemd.
Zijn feestdag is op 16 juli.